# Bulco
Bulco es una localidad española del municipio de Ampuero, perteneciente a la comunidad autónoma de Cantabria.

## Geografía
La localidad está situada a 40 m s. n. m. y a 6 kilómetros de la capital municipal, Ampuero.

## Historia
Hacia mediados del siglo XIX, el lugar era referido como un barrio de Udalla, ya por entonces perteneciente al municipio de Ampuero. Aparece descrito en el cuarto volumen del Diccionario geográfico-estadístico-histórico de España y sus posesiones de Ultramar de Pascual Madoz con las siguientes palabras:

BULCO: barrio en la prov. de Santander, part. jud. Laredo: pertenece al l. de Udalla. (V.)
(Madoz, 1846, p. 495)

En 2023, la entidad singular de población de Bulco tenía empadronados 22 habitantes, todos ellos en diseminado.